# Лось (графский род)
Лось (пол. Łoś) — польско-русский графский и дворянский род герба Домброва.
Восходит к середине XIII в. и происходит из Мазовии, откуда в конце XV в. члены этого рода переселились в Червонную Русь, Померанию и Западную Пруссию. 
Предок фамилии Лось, германский уроженец фон-Лоссъ (Loss), служил под знаменем польского короля Ягайлы и отличился в сражении под Танненбергом, где Ягайло наголову разбил гермейстера тевтонского ордена Ульриха фон-Юнгингена 15 июля 1410 года. Сын его Иоанн был в 1453 году подкоморием Закроцимским. Согласно поколенной росписи, родоначальником рода является Павел Лось, бывший в XVI веке Каштеляном Плоцким.
Владислав Лось (умер в 1694 г.) был воеводой поморским; он оставил «Записки». Граф Викентий Лось (род. в 1857 г.) — довольно известный польский беллетрист.
Происходящие из этого рода Михаил, Маврикий, Осип, Франциск и Феликс из-Гроткова Лоси возведены в Графское достоинство Императором Римским Королем Галиции и Лодомерии Францем II в 1789 году, и пожалованы грамотой, с присовокуплением к родовому гербу украшений, свойственных новому достоинству.
Одна из графских ветвей рода Лось внесена в дворянскую родословную книгу Царства Польского; дворянские отрасли этого рода внесены в VI часть родословной книги губерний Волынской и Виленской.

## Описание герба
В щите с графскою короною, в голубом поле, на ребре серебряной подковы, золотой кавалерский крест, и по таковому же кресту у каждого шипа, накось вверх выходящему. Над графскою короною шлем, дворянскою короною увенчанный, с золотыми решетками и золотою же на цепи медалью. В навершии шлема правое коршуново крыло, проткнутое стрелою вправо. Намет голубой, справа серебром, а слева золотом подложенный. Герб графов Лосей внесен в Часть 2 Гербовника дворянских родов Царства Польского, стр. 5.